# 오계서당
오계서당은 대한민국 경상북도 의성군 금성면 구련리 451에 있다. 2013년 5월 28일 의성군의 문화유산 제5호로 지정되었다.

## 개요
오계서당은 풍천인(豊川人) 강와(剛窩) 임필대(任必大, 1709∼1771)를 제향하던 오계사(梧溪祠)의 강당으로 조선후기에 건립된 건물이다.